# Hydroepizoochorie
Unter Hydroepizoochorie versteht man die Ausbreitung von Diasporen wie Samen, Früchten und seltener ganzen Pflanzen durch Anhaften an feuchten Oberflächen. Diese Ausbreitungsart wird zu der Gruppe der Kleb- und Klettausbreitung (Epichorie) gezählt, diese wiederum zu der Ausbreitungsstrategie der Tierausbreitung (Zoochorie). Die Pflanzen bezeichnet man als Wasserhafter oder Adhäsionshafter.
Die Ausbreitungseinheiten weisen bei dieser Ausbreitungsart typischerweise abgeflachte Formen mit glatter Oberfläche auf. Die Anhaftung erfolgt lediglich über einen dünnen Wasserfilm durch Anhaftung (Adhäsion) an nassem Fell oder Gefieder. Bei späterer Abtrocknung fällt der Samen oder die Frucht wieder ab.
Hydroepizoochorie kommt beispielsweise bei folgenden Pflanzen vor:
- Betula sp. (Birke): Früchte
- Rumex sp. (Ampfer): Früchte
- Korbblütler (Asteraceae): Frucht mit Pappus (Flugorgan)
- Lemna sp. (Wasserlinse): Komplette Pflanze